# 易烊千璽
易 烊千璽（イー・ヤンチェンシー、ジャクソン・イー、英語表記: Jackson Yee、2000年11月28日 - ）は、中華人民共和国の俳優、歌手、ダンサー、アイドル。アイドルグループ・TFBOYSのメンバー。主な愛称は「千璽（チェンシー）」「烊烊（ヤンヤン）」「ジャクソン」。

## 来歴

### 芸能界入り 〜 「TFBOYS」結成まで
2005年、北京電視台青年チャンネルのオーディション番組『才芸訓練営』に出場し、チャンピオンとなる。テレビのバラエティ番組や教育番組にゲスト出演するようになり、2008年には山西電視台のオーディション番組『阳光少年』に出場して優勝する。
2009年、男子アイドルグループ「飛炫少年」に加入。当時グループのメンバーの平均年齢は僅か8歳であった。
2010年、子役として広東電視台の連続ドラマ『鉄梨花』でテレビドラマに初出演する。
2011年、飛炫少年を脱退。
2013年1月、初ソロシングル曲「夢想摩天楼」をリリース。同年に公開されたデジタルシネマ『追上去』『蝸牛』で映画初出演を果たす。

### 「TFBOYS」結成とメジャーデビュー
2013年6月、オーディションで現事務所・TFエンターテインメントにスカウトされて所属し、「TF家族」の一員として活動を始める。
同年8月6日、ダンス担当としてメンバーに選ばれ、王俊凱と王源と3人組グループ「TFBOYS」を結成。10月18日、シングル「Heart夢・出発」をネット配信によってリリースし、メジャーデビュー。
当時、中国大陸ではメンバーが全員中学生のアイドルグループが少なかったため、「中国初の国産少年アイドル」と呼ばれてデビューから話題になった。また、北京市で暮らしており、仕事する度にレッスンやトレーニングが行われる「TF家族」本部所在地・重慶市を行き来していた。

### 2014年 〜 個人事務所設立
2014年9月、中国中央電視台（CCTV）『中秋晩会』に初出演。12月、書道作品が在中国デンマーク大使館に収蔵される。
2015年10月、初めての声優出演となったアニメーション映画『リトルプリンス 星の王子さまと私』の中国語吹き替えで星の王子役を演じる。同年11月、湖南電視台『Run For Time 全員加速中』でバラエティ番組に初めてレギュラー出演する。
2016年2月7日、CCTV『春節聯歓晩会』（以下『CCTV春晩』）に初出場。4月、第16回音楽風雲榜年度盛典で「人気アイドル」「人気新人アイドル」「人気バラエティアイドル」をトリプル受賞。同年、グループ主演ドラマ『超少年密碼』で初めてドラマの主役を務める。
同年11月、ソロ曲「你説」をリリース。11月28日、16歳の誕生日ファンミーティングを開催し、舞台美術と振付に参加したパフォーマンス「扇子ダンス」を披露。
2017年1月27日、『CCTV春晩』に2年連続出場。同年3月、Tencentのリアリティ番組『放開我北鼻』第2シーズンでテレビ番組に初めて単独でレギュラー出演した。同年4月、ソロ曲「離騷」をリリース、当曲がBillboard Radio Chinaにて2017年度人気ランキング1位に選ばれる。
5月3日、デンマーク政府よりデンマーク旅行大使に任命。6月1日、世界保健機関（WHO）より特任中国禁煙唱導者に任命される。
2017年、TFBOYSがメンバーそれぞれのソロ活動を広げる方針となったことに伴い、9月16日、個人事務所「易烊千璽JacksonYee工作室」を成立し、公式Weiboアカウントを運用開始。
ここまでデビューから数年間、TFBOYSのメンバーとして「国民的なアイドル」に成長していた。

### 18歳へ 〜 成人式
2017年10月、小説・漫画を原作としたドラマ『長安二十四時』と『熱血同行』の主役を務める。それまではメンバーとともに主演を務める作品が多かったが、この2つの作品では初めて単独で主人公を演じた。
10月23日、ジュネーヴにあるWHO本部で中国青年代表として英語でスピーチを発表。11月18日、WHOから特任中国健康大使に任命される。
同年11月、初英語ソロシングル「Nothing to Lose」「Unpredictable」をリリース。11月28日、17歳の誕生日ファンミーティングを開催し、チャリティ基金「易烊千璽愛心基金」の設立を発表する。
2018年1月28日、第60回グラミー賞授賞式にゲストとして出席。同年2月15日、『CCTV春晩』に3年連続で出場する。2月から5月にかけては公開オーディション番組『Street Dance of China』第1期に出演し、隊長としてチーム「易燃装置」を率い、優勝を果たした。
2018年1月に演劇大学の演劇試験を受ける。同年4月、マスコミに合格者リストが公表され、中央戯劇学院演劇専攻に首席で合格したことが話題になった。6月に全国大学統一入試を受け高校を卒業。同年8月30日、中央戯劇学院に入学した。
2018年4月、中国最大の小売りオンラインショッピングサイトモール・天猫の創業以来初となるイメージキャラクターに起用される。6月にはHUAWEI「novaシリーズ」のイメージキャラクターに起用された。
9月2日、2018年アジア競技大会の閉会式で、次回の大会主催地である中国浙江省杭州市のPRショー「杭州八分間」に中国優秀青年代表として出演。11月28日、ソロミニアルバム「我楽意沈默釋放內心焰火」をリリース。同日、成人式ファンミーティングを開催した。

### 2019年 〜 現在
2019年2月4日、『CCTV春晩』に4年連続での出場を果たす。
2019年4月8日と9日の2日間、WHOの中国健康大使としてアジア太平洋地域の青年代表を務め、国際連合本部で「ECOSOC Youth Forum 2019」に出席する。
5月、公開オーディション番組『ストリートダンス・オブ・チャイナ』第2期に出演。隊長として2代目「易燃装置」を率い、最終的にチームを準優勝に導いた。
8月、『フォーブス』の「2019中国有名人ランキング」で8位に選ばれる。
2019年10月25日、初主演映画『少年の君』が公開。公開から11月2日までの9日間の興行収入は10億人民元を突破し。最終興行収入は15.58億人民元で、2019年度の中国映画として興行収入9位、青春ジャンルの映画としては中国映画歴代1位となった。
同年12月20日、ソロアルバム「温差感」をリリース。12月22日、上海東方体育中心で初ソロコンサート「玊尔」を開催する。
2020年1月24日、『CCTV春晩』に5年連続で出場し、GOT7のジャクソンなどとコラボして「青春の始まり」を披露した。
2月12日、『少年の君』での演技が評価され、第39回香港電影金像奨主演男優賞と新人俳優賞のダブルノミネートを果たす。発表当時の年齢は19歳77日で、同奨主演男優賞候補としては歴代最年少及び初めてとなる10代の候補者であった。
2月19日、Mango TVのリアリティ番組『朋友請聽好』のレギュラーとしてラジオパーソナリティデビュー。
4月9日、『ELLE CHINA 2020年5月号』の単独表紙を飾る。これによって、中国の5大男性誌（『智族GQ』『時尚先生Esquire』『時装男士LOFFICIEL』『芭莎男士BAZAAR』『睿士ELLE MEN』）と5大女性誌（『VOGUE』『ELLE』『時尚芭莎BAZAAR』『嘉人marie claire』『時尚COSMO』）の全誌で単独表紙を制覇した。
4月11日、主演ドラマ『長安二十四時』が日本のWOWOWにて放送スタート。このドラマの日本初放送でもある。
5月6日、『少年の君』で第39回香港電影金像奨新人俳優賞を受賞し、同賞史上初の中国大陸地区出身の男性受賞者となった。
同年の『フォーブス』中国有名人ランキングで1位に輝き、翌2021年の同ランキングでも再び1位となる。
同年9月30日公開の主演映画『1950 鋼の第7中隊』は57億元の興行収入を記録し、『戦狼2』の記録を塗り替えて中国映画史に新たなページを刻む。さらに、同作は世界の戦争映画史上でも最高の興行収入を記録したほか、世界の中国語映画の中でもトップに輝き、2021年の世界映画興行収入ランキングでも首位を飾った
2022年2月1日公開の続編『1950 水門橋決戦』でも再び主演を務め、同作は40.63億元の興行収入を記録した。
2023年には主演映画『満江紅（マンジャンホン）』の興行収入が45億元を突破し、中国大陸の映画史上歴代6位の興行収入を記録した。

## 人物

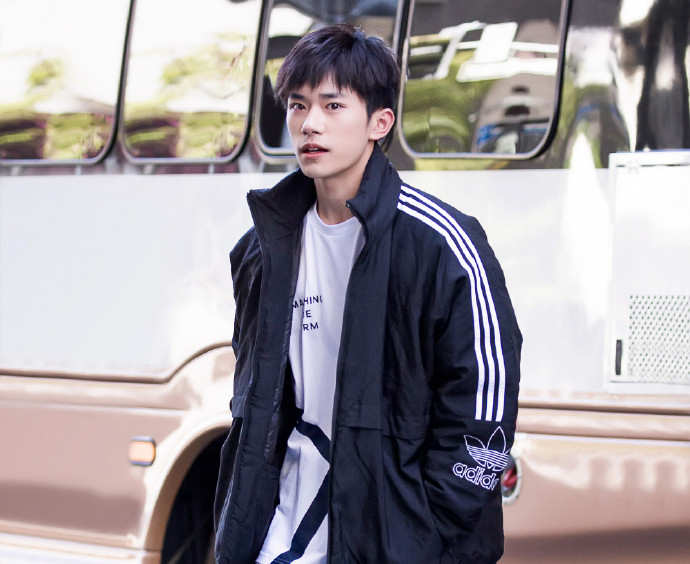
仕事現場へ移動中

- 2000年11月28日湖南省懐化市に、長男として生まれる。一回り下の弟がいる。2歳で両親と北京へ移住。北京育ち。
- 姓は易、名は烊千璽。「烊」は「歓迎する」、「千璽」は中国語でミレニアムの「千禧（qiān xǐ）」と発音が同じ。ミレニアムベビーであり、名前は「新しい千年紀を歓迎する」という意味である[38]。
- 2018年7月、中央戯劇学院の演劇専攻に学力試験と演劇試験の両方の首席を取り、8月末に入学[19]。2022年に卒業。
- グループ内のメンバーカラーは赤。ファンの名称は「千羽鶴」。
- 血液型はO型。
- 尊敬する有名人はマイケル・ジャクソン。
- 好きなアニメは『NARUTO -ナルト-』[39]。
- 特技は小さい頃から習い続けていたストリートダンス、特にアーバンダンス（かつてダンスクルーに所属していた[40]）、競技ダンス（ラテンアメリカン種目）、中国の民族舞踊、書道（小中時代に多く受賞）、粘土彫刻、ひょうたん笛、太鼓。また、ピアノ、ドラム、ベース、ギターなど、多種類の楽器が弾ける。さらに、レトロ風な物品や中古品を買うことも好きである。
- かなりの愛猫家。実家で9匹ほど飼っている[41]。SNSに猫の写真を載せることがあるほか[42]、番組でも現場の猫と遊ぶ姿がよく見られる[43]。

## 出演

### 映画
- 追上去（2013年1月21日公開） - 小傑 役[3]
- 蝸牛（2013年公開） - 張樹 役[44]
- マキシマム・ブラッド Pound of Flesh（2015年3月23日公開） - 歌手 役[45]
- ロクさん 老炮児（2015年12月24日公開） - 病院のボランティア歌手 役[46]
- 少年の君 少年的你（2019年10月25日公開） - シャオベイ（小北） 役[47]
- 送你一朵小紅花（2020年12月31日公開） - 韋一航 役[48]
- アウトブレイク 〜武漢奇跡の物語〜 中国医生（2021年7月9日公開） - 杨小羊 役[49] ※2021東京・中国映画週間で上映。
- 1950 鋼の第7中隊 長津湖（2021年9月30日公開） - 伍万里 役[50]
- 素晴らしき眺め（別邦題：奇跡の眺め） 奇迹·笨小孩（2022年2月1日公開） - 景浩 役[51]
- 1950 水門橋決戦 長津湖之水門橋（2022年2月1日公開） - 伍萬里 役[52]
- 世間有她（2022年9月9日公開） - 李昭华 役[53]
- 个十百千万（2022年11月18日公開） - 自己 役
- 満江紅（2023年1月22日公開） - 孙均 役
- 酱园弄（2024年）- 宋氏 役
- 小小的我（2024年）- 刘春和 役
- 狂野時代（2025年）
- 三个字（？年）

### ドラマ
- 鉄梨花（2010年4月16日、浙江テレビ） - 張吉安（幼少期） 役[2]
- 超装備小子（2011年10月30日、iQIYI / YOUKU / Tudou） - 祥仔 役[54]
- 雲居寺伝奇（2013年9月12日） - 富貴 役[55]
- 高科技少女喵（2014年5月29日、iQIYI） - 李柯男の弟 役[56]
- 万万沒想到 第二季（2014年7月1日、YOUKU / Tudou）- 自習室の學習王 / 少年CEO 役[57]
- 超少年密碼（2016年7月11日 / LETV） - 諶浩軒 役[58]
- 青雲志 〜天に誓う想い〜 青雲志（2016年7月31日、湖南テレビ） - 小七 役[59]
- 小別離（2016年8月15日、BTV / 浙江テレビ） - 宋雲哲 役[60]
- 思美人（2017年4月28日、湖南テレビ） - 屈原（少年時代） 役[61]
- 我們的少年時代（2017年7月9日 - 7月31日、湖南テレビ） - 尹柯 役[62]
- 長安二十四時 長安十二時辰（2019年6月27日 - 8月16日、YOUKU） - 李必 役[35]
- 熱血同行（2020年1月20日、YOUKU） - 阿易 役[63]

### 中国語吹き替え
- リトルプリンス 星の王子さまと私 The Little Prince（2015年10月16日公開） - 星の王子 役[7]

### バラエティ・リアリティ番組
- 親愛的客桟 シーズン1 第1 - 3回（2017年10月7日・14日・21日、湖南テレビ） - ボランティア
- 放開我北鼻 シーズン2（2017年3月12日 - 2017年5月28日、Tencent TV） - レギュラー[64]
- 熟悉的味道 シーズン2 第8回（2017年3月26日、浙江テレビ）
- 国家宝蔵 シーズン1 第7回（2018年1月21日、中国中央テレビ） - 国宝守護者
- Street Dance of China 這!就是街舞
  - シーズン1（2018年2月24日 - 5月13日、YOUKU） - 「易燃装置」隊長[18]
  - シーズン2（2019年5月18日 - 8月3日、YOUKU） - 「易燃装置」隊長[26]
  - シーズン3 最終戦（2020年10月3日、YOUKU） - ゲスト
- 幻楽之城 第1回（2018年7月20日、湖南テレビ） - 演目「对不起」
- 大冰小将 シーズン1（2019年1月12日 - 3月30日、浙江テレビ） - ジュニアアイスホッケーチーム マネージャー[注釈 7]
- 朋友請聽好
  - シーズン1（2020年2月19日 - 5月27日、湖南テレビ） - ラジオパーソナリティ[33]
- 少年之名（2020年6月26日 - 8月28日、YOUKU） - ゲスト審査員

### ドキュメンタリー・情報番組
- 我的時代和我（2018年6月12日、Tencent TV）[65]

### ラジオ
- 朋友請聽好
  - シーズン1（2020年2月19日 - 5月27日、湖南テレビ） - ラジオパーソナリティ[33]

### ライブ・イベント
| 日程           | タイトル                                    | 備考                               |
| -------------- | ------------------------------------------- | ---------------------------------- |
| 2014年11月28日 | 易烊千璽14歳誕生会                          | 14歳誕生会およびファンミーティング |
| 2015年11月28日 | 易烊千璽15歳誕生会「Jackson's Rose Garden」 | 15歳誕生会およびファンミーテイング |
| 2016年11月28日 | 易烊千璽16歳誕生会「帰来」                  | 16歳誕生会およびファンミーテイング |
| 2017年11月28日 | 易烊千璽17歳誕生会「逢涼野性」              | 17歳誕生会およびファンミーティング |
| 2018年11月28日 | 易烊千璽18歳成人式 「燚’s成人禮」           | 18歳誕生会およびファンミーティング |
| 2019年12月22日 | 易烊千璽2019コンサート「玊尔」              | 自身初のソロコンサート             |

### ダンスコレクション
- 個人ダンスショーコレクション

### ミュージック・ビデオ
- 張赫宣「爸爸」（2013年）
- Mayday「Almost Famous 成名在望」（2017年）

### 広告・CM
- アディダス
  - 「Adidas NEO」 International Youth Creative Ambassador（2017年11月 - ）[71]
  - 「Adidas originals」（2019年8月 - ）[72]
- 百度 「Baidu APP」（2018年）[73]
- アリババ 「天猫」Tmall（2018年4月 - ）[74]
- ファーウェイ 「novaシリーズ」Global Brand Ambassador（2018年6月 - ）[21]
- ヴィダルサスーン Sassoon Global Spokesperson（2018年8月）[75]
- ボッテガ・ヴェネタ Spokesperson for APAC（2018年8月）[76]
- 百草味（2019年1月 - ）[77]
- 蒙牛乳業 「優益C」（2019年1月 - ）[78]
- 康師傅 「緑茶」（2019年3月 - ） [79]
- エビアン 「ミネラルウォーター」 Global Brand Ambassador（2019年5月 - ）[80]
- HIMALAYA 「HIMALAYA Radio APP」（2019年6月 - ）[81]
- リモワ（2019年6月 - ）[82]
- オーラルB Oral B（2019年10月 - ）[83]
- アルマーニ
  - 「Armani Beauty」（2020年1月 - ）[84]
  - 「Armani Men's Skin」（2020年3月 - ）[85]
  - 「エンポリオ・アルマーニ（EMPORIO ARMANI）」Global Spokesperson（2020年8月 - ）[86]
- ウォールズ 「可愛多アイスクリーム」（2020年3月 - ）[87]
- BMW（2020年4月 - ）[88]
- マクドナルド（2020年5月 - ）[89]
- ティファニー（2020年6月 - ）[90]
- ブルガリ フラグランス Global Ambassador（2020年7月 - ）[91]
- テンセントゲーム「王者栄耀」（2020年8月 - ）[92]
- ユニリーバ「クリア（CLEAR）」（2020年8月 - ）[93]
- LUOLAIテキスタイル（2020年10月 - ）

### 雑誌
単独表紙を飾る出演回のみ
- NYLON CHINA（2017/9月号、2018/12月号）
- 時装男士L'OFFICIEL（2017/10月号、2018/8月号、2019/5月号）
- 芭莎男士BAZAAR（2017/12月号）
- 時尚COSMO（2017/12月号、2019/11月号）
- 智族GQ（2018/4月号、2019/9月号、2020/3月号）
- 時尚芭莎BAZAAR（2018/10月号、2019/6月号）
- 時尚先生Esquire（2018/11月号）
- 嘉人marie claire（2018/11月号、2020/1月号）
- 睿士ELLE MEN（2018/12月号）
- VOGUE服飾與美容（2020/1月号）
- ELLE世界時装之苑（2020/5月号）

## ディスコグラフィ

### シングル
| #  | リリース日     | タイトル        | 収録アルバム           | タイアップ                                     |
| -- | -------------- | --------------- | ---------------------- | ---------------------------------------------- |
| 1  | 2013年1月11日  | 夢想摩天樓      |                        |                                                |
| 2  | 2016年11月25日 | 你說            | 我們的時光             |                                                |
| 3  | 2017年4月21日  | 離騷            |                        | 湖南テレビ系ドラマ『思美人』エンディングテーマ |
| 4  | 2017年11月23日 | Nothing to Lose | 我楽意沈默釋放內心焰火 |                                                |
| 5  | 2017年11月28日 | Unpredictable   |                        |                                                |
| 6  | 2018年7月25日  | 丹青千里        |                        | 故宮博物院イベント「歌う古画」主題歌           |
| 7  | 2018年8月21日  | 災（Overrun）   | 我楽意沈默釋放內心焰火 |                                                |
| 8  | 2018年10月15日 | 精彩才剛剛開始  |                        | 天猫ダブルイレブン10周年主題歌                 |
| 9  | 2019年8月2日   | 陷落美好        | 温差感                 |                                                |
| 10 | 2019年8月9日   | Fall            | 温差感                 |                                                |
| 11 | 2019年10月21日 | I Adore You     | 温差感                 |                                                |
| 12 | 2019年11月1日  | 念想            | 温差感                 | 映画『少年の君』PR曲                           |
| 13 | 2019年11月28日 | 冷静和熱情之間  | 温差感                 |                                                |
| 14 | 2020年1月10日  | 不分昼夜        |                        | 映画『奪冠』PR曲                               |
| 15 | 2020年8月13日  | 粉霧海          |                        |                                                |
| 16 | 2020年8月18日  | My Boo          |                        |                                                |
| 17 | 2020年10月22日 | 繁星追夢        |                        | 「王者栄耀」主題曲                             |

### アルバム
| ＃ | リリース日     | タイトル               | タイプ             | 収録曲 |
| -- | -------------- | ---------------------- | ------------------ | --- |
| 1  | 2018年11月28日 | 我楽意沈默釋放內心焰火 | ミニアルバム       | 曲名 1. Don't Tie Me Down 2. Colorful Human 親愛的、這裡沒有一個人 3. Overrun 災 4. Warm Blooded 恒温動物 5. Unique Zone 舒適圈 6. Nothing to Lose（Unplugged） 7. Don't Tie Me Down（Instrumental） 8. Colorful Human（Instrumental） 9. Overrun（Instrumental） 10. Warm Blooded（Instrumental） 11. Unique Zone（Instrumental） |
| 2  | 2019年12月20日 | 温差感                 | オリジナルアルバム | 曲名 1. 入夢（Intro） 2. 末日長河 3. 犧牲的一半 4. 再一、再二、再三 5. 両個傍晩的月亮 6. Gone 7. 酣然（Interlude） 8. 冷静和熱情之間 9. Fall 10. I Adore You 11. 陷落美好 12. 念想（Piano Version） 13. 初醒（Outro） |
| 3  | 2020年11月27日 | 後座劇場               | カバーアルバム     | 曲名 1. 39km 2. 野花 3. 38.7km 4. 爱情鸟 5. 35km 6. 亲密爱人 7. 4km 8. 孤独的人是可耻的 9. 0.5km 10. 爱的箴言 11. 0.01km 12. 送别 |
| 4  | 2023年4月25日  | 刘艳芬                 | オリジナルアルバム | 曲名 1. 20:55 2. 九里庄人才中心 3. 21:00 4. 你好、我是____ 5. 冷屁股 6. 霓裳 7. 22:12 8. 五光十色 9. 22:28 10. 彳亍 11. 22:33 12. 白日猫 13. 她等在午夜前 14. 23:00 15. 同乘 |
| 5  | 2025年6月9日   | 楔石                   | ミニアルバム       | 曲名 1. 楔木 2. 逢石 3. 山花 4. 步语 |

### カバー作品
- 「宝貝」歌曲原歌手：張懸（2014年12月12日）

### 参加作品
- 2017世界エイズデー公益キャンペーン（2017年11月16日）

主題歌「擁抱你」（V.A.)
- 2018アジア競技大会閉幕式杭州PRショー「杭州八分間」（2018年9月2日）

パフォーマンスソング「向往」
- 2019CCTV-6映画チャンネル青年俳優プロジェクト（2019年11月19日）

主題歌「星辰大海」（V.A.）
- 2020CCTV春節聯歓晩会/青年節スペシャル番組（2020年1月24日/5月4日）

パフォーマンスソング「青春の始まり 青春的起點」（V.A.）
- 2020バラエティ番組「Welcome Back to Sound」（2020年2月14日）

主題歌「朋友請聽好」（ft. 何炅、謝娜）
- 2020バラエティ番組「Welcome Back to Sound」（2020年3月3日）

主題歌「朋友請聽好」（ソロver.）

## 受賞歴

### 映画・ドラマ
| 年   | 賞                               | 部門                             | 候補作品         | 結果       |
| ---- | -------------------------------- | -------------------------------- | ---------------- | ---------- |
| 2019 | 第26回華鼎奨                     | 中国百強ドラマ新銳俳優           | 『長安二十四時』 | ノミネート |
| 2019 | 第8回中国大学生テレビ祭          | 大学生に最も注目されるドラマ俳優 | 『長安二十四時』 |            |
| 2020 | 2019映画チャンネルM榜            | スクリーンカップル賞             | 『少年の君』     | 受賞       |
| 2020 | 2019映画チャンネルM榜            | ポテンシャル俳優賞               | 『少年の君』     | 受賞       |
| 2020 | 第1回人民網「光影中国」栄誉盛典  | 2019年度栄誉推薦新人俳優         | 『少年の君』     | 受賞       |
| 2020 | 第26回香港電影評論学会大奨       | 男優賞                           | 『少年の君』     | ノミネート |
| 2020 | 第39回香港電影金像奨             | 新人俳優賞                       | 『少年の君』     | 受賞       |
| 2020 | 第39回香港電影金像奨             | 主演男優賞                       | 『少年の君』     | ノミネート |
| 2020 | 第2回金衆電影青年                | 最優秀主演男優賞                 | 『少年の君』     | 受賞       |
| 2020 | 第28回上海映画批評家協会賞       | 最優秀新人男優賞                 | 『少年の君』     | 受賞       |
| 2020 | 第35回大衆電影百花奨             | 新人賞                           | 『少年の君』     | 受賞       |
| 2020 | 第14回アジア・フィルム・アワード | 新人俳優賞                       | 『少年の君』     | 受賞       |
| 2020 | 第33回中国映画金鶏奨             | 最優秀主演男優賞                 | 『少年の君』     | ノミネート |

### ダンス
| 年     | 賞名                                                                  | 部門                             | 結果         |
| ------ | --------------------------------------------------------------------- | -------------------------------- | ------------ |
| 2005年 | 第1回中華世界の星 少年芸能展示大会                                    | 全国舞踊幼児組決勝戦             | 銀賞         |
| 2006年 | 第4回全国少年芸術風采大会 北京地区大会                                | 競技ダンス・ラテンアメリカン種目 | 一等賞       |
| 2007年 | 第5回全国少年芸術風采大会                                             | 全国決勝戦                       | 金賞         |
| 2007年 | 第5回「オリンピックの文明と芸術に夢をはせる」全国青少年優秀作品展示会 | 決勝戦少年A組モダンダンス        | 金賞         |
| 2008年 | 第2回2008華夏の星 全国青少年音楽と舞踊展示大会                        | 決勝戦                           | 金賞         |
| 2008年 | 第11回北京市昌平区芸術祭ダンス大会                                    | 小学生部門 ソロダンス            | 一等賞       |
| 2009年 | 第12回北京市学生芸術祭ダンス大会                                      | ダンス                           | 二等賞       |
| 2014年 | 第6回北京ハッピーバレーストリートダンスコンクール                     | 団体ダンス                       | チャンピオン |

### 社会貢献活動
- 2010年11月25日、「圓夢中国」授賞式 圓夢中国年度公益新星
- 2015年1月15日、2014年度微博之夜 微博年度公益貢献賞
- 2018年11月24日、プログラム「子供たちの同伴者」を支援するため、「易烊千璽愛心基金」を設立し、2018年年度公共福祉プロジェクトに当選[104]。

### その他
- 2018年、ストリートダンス競技番組『這！就是街舞』シーズン 1（YOUKU）に出演、隊長としてチーム「易燃装置」を率い、優勝。
- 2019年、ストリートダンス競技番組『這！就是街舞』シーズン２（YOUKU）に出演、隊長としてチーム「易燃装置」を率い、準優勝。